# Las Vegas Film Critics Society Awards 2003
La 7ª edizione dei Las Vegas Film Critics Society Awards si è tenuta il 6 gennaio 2004, per premiare i migliori film prodotti nel 2003.

## Vincitori e candidati
I vincitori sono indicati in grassetto.
Miglior attore (Best Actor)
- Sean Penn - Mystic River e 21 grammi (21 Grams)
- Johnny Depp - La maledizione della prima luna (Pirates of the Caribbean: The Curse of the Black Pearl)
- Russell Crowe - Master & Commander - Sfida ai confini del mare (Master and Commander: The Far Side of the World)

Migliore attrice (Best Actress)
- Charlize Theron - Monster
- Nicole Kidman - Ritorno a Cold Mountain (Cold Mountain)
- Uma Thurman - Kill Bill: Volume 1
- Evan Rachel Wood - Thirteen - 13 anni (Thirteen)

Miglior attore non protagonista (Best Supporting Actor)
- Sean Astin - Il Signore degli Anelli - Il ritorno del re (The Lord of the Rings: The Return of the King)
- Ken Watanabe - L'ultimo samurai (The Last Samurai)
- Benicio del Toro - 21 grammi (21 Grams)
- Paul Bettany - Master & Commander - Sfida ai confini del mare (Master and Commander: The Far Side of the World)

Migliore attrice non protagonista (Best Supporting Actress)
- Holly Hunter - Thirteen - 13 anni (Thirteen)

Miglior regista (Best Director)
- Peter Jackson - Il Signore degli Anelli - Il ritorno del re (The Lord of the Rings: The Return of the King)
- Quentin Tarantino - Kill Bill: Volume 1
- Peter Weir - Master & Commander - Sfida ai confini del mare (Master and Commander: The Far Side of the World)

Migliore sceneggiatura (Best Screenplay)
- Thomas McCarthy - Station Agent (The Station Agent)

Migliore fotografia (Best Cinematography)
- Andrew Lesnie - Il Signore degli Anelli - Il ritorno del re (The Lord of the Rings: The Return of the King)

Miglior scenografia (Best Art Direction)
- Il Signore degli Anelli - Il ritorno del re (The Lord of the Rings: The Return of the King)

Migliori costumi (Best Costume Design)
- Ngila Dickson e Richard Taylor - Il Signore degli Anelli - Il ritorno del re (The Lord of the Rings: The Return of the King)

Miglior montaggio (Best Editing)
- Sally Menke - Kill Bill: Volume 1

Migliori effetti speciali (Best Visual Effects)
- Il Signore degli Anelli - Il ritorno del re (The Lord of the Rings: The Return of the King)

Miglior canzone (Best Song)
- School of Rock, musica e testo di Sammy James Jr. e Mike White - School of Rock (The School of Rock)

Miglior colonna sonora (Best Score)
- Howard Shore - Il Signore degli Anelli - Il ritorno del re (The Lord of the Rings: The Return of the King)

Miglior film documentario (Best Documentary Feature)
- Una storia americana - Capturing the Friedmans (Capturing the Friedmans)

Miglior film in lingua straniera (Best Foreign Language Film) ;
- City of God (Cidade de Deus)

Miglior DVD (Best DVD)
- Alien, Aliens - Scontro finale (Aliens), Alien³ e Alien - La clonazione (Alien Ressurection)

Miglior film per la famiglia (Best Family Film)
- Holes - Buchi nel deserto (Holes)

Gioventù nei film (Youth in Film)
- Evan Rachel Wood - Thirteen - 13 anni (Thirteen)
- Jenna Boyd - The Missing
- Rachel Hurd-Wood - Peter Pan

Miglior film d'animazione (Best Animated Feature)
- Alla ricerca di Nemo (Finding Nemo)